# Diocèse de Quilmes
Le diocèse de Quilmes (en latin : Dioecesis Quilmensis ; en espagnol : Diócesis de Quilmes) est un diocèse de l'Église catholique en Argentine, suffragant de l'archidiocèse de Buenos Aires.

## Territoire
Il comprend les trois arrondissements de Quilmes, Berazategui et Florencio Varela dans le Grand Buenos Aires ce qui correspond à un territoire d'une superficie de 503 km2 divisé en 80 paroisses. 
Le siège épiscopal est dans la ville de Quilmes où se trouve la cathédrale de l'Immaculée-Conception. Le sanctuaire de Schoenstatt à Florencio Varela est un lieu de pèlerinage à la Vierge.

## Historique
Le diocèse de Quilmes est érigé le 19 juin 1976 par la constitution apostolique Ut spirituali du pape Paul VI en prenant sur le territoire de l'archidiocèse de La Plata et du diocèse d'Avellaneda (aujourd'hui diocèse d'Avellaneda-Lanús).
Nommé suffragant de l'archidiocèse de La Plata lors de sa création, il intègre la province ecclésiastique de l'archidiocèse de Buenos Aires le 26 septembre 2007 en vertu du décret Quo aptius de la congrégation pour les évêques.

## Évêques
- Jorge Novak, S.V.D (7 août 1976 - 9 juillet 2001)
- Luis Teodorico Stöckler (25 février 2002 - 12 octobre 2011)
- Carlos José Tissera, depuis le 12 octobre 2011